# アクリシュア・スタジアム
アクリシュア・スタジアム（Acrisure Stadium）は、アメリカ合衆国ペンシルベニア州ピッツバーグにあるスタジアム。NFLピッツバーグ・スティーラーズ、NCAAカレッジフットボールのピッツバーグ・パンサーズ（ピッツバーグ大学）のホームスタジアムである。旧称はハインツ・フィールド（〜2022年）。
スティーラーズはスリー・リバース・スタジアムを本拠地にしていたが、MLBピッツバーグ・パイレーツとの共用だったため、1996年にそれぞれ別の新球場を建設する計画が立ち上がった。1999年6月に建設が開始され、2年後に完成。スリー・リバース・スタジアムは取り壊され、その跡地が駐車場になっている。その駐車場を挟んだ向かいにパイレーツの本拠地PNCパークがある。

## 命名権
2022年7月11日、ハインツに代わり保険ブローカー会社のアクリシュアが命名権を取得した。

## 設備、アトラクション、演出
- グレート・ホール：スタジアム東側コンコースは「グレート・ホール」と呼ばれている。スティーラーズ、パンサーズをはじめとするペンシルベニア州西部のアメフトの歴史を紹介している。

## 主要な出来事
- 2001年8月25日、スティーラーズ－ライオンズのNFLプレシーズン・ゲームで開場（スティーラーズ 20－7 ライオンズ）。
- 2001年10月7日、スティーラーズ－ベンガルズ戦で初のNFL公式戦開催（スティーラーズ 16－7 ベンガルズ）。
- 2011年1月1日、NHLウィンター・クラシックを開催したが、雨天の影響で大会初のナイターとなった